# (35243) 1995 TZ1
1995 TZ1 (asteroide 35243) é um asteroide da cintura principal. Possui uma excentricidade de 0.24233960 e uma inclinação de 7.65938º.
Este asteroide foi descoberto no dia 14 de outubro de 1995 por Beijing Schmidt CCD Asteroid Program em Xinglong.